# Potamopyrgus polistchuki
Potamopyrgus polistchuki is een slakkensoort uit de familie van de Hydrobiidae. De wetenschappelijke naam van de soort is voor het eerst geldig gepubliceerd in 1991 door Anistratenko.